# Resolutie 1529 Veiligheidsraad Verenigde Naties
Resolutie 1529 van de Veiligheidsraad van de Verenigde Naties werd op 29 februari 2004 met unanimiteit aangenomen door de VN-Veiligheidsraad, en autoriseerde de inzet van een internationale troepenmacht in Haïti.

## Achtergrond
Na decennia onder dictatoriaal bewind won Jean-Bertrand Aristide in december 1990 de verkiezingen in Haïti. In september 1991 werd hij met een staatsgreep verdreven. Nieuwe verkiezingen werden door de internationale gemeenschap afgeblokt waarna het land in de chaos verzonk. Na Amerikaanse bemiddeling werd Aristide in 1994 in functie hersteld. Het jaar erop vertrok hij opnieuw, maar in 2000 werd hij herkozen. Zijn tweede ambtstermijn werd echter gekenmerkt door beschuldigingen van corruptie. In 2004 veroverden door het Westen gesteunde rebellen de controle over het land en werd Aristide opnieuw uit zijn ambt gezet. In juni dat jaren werden VN-vredestroepen gestuurd en in 2006 werd René Préval, die tussen 1995 en 2000 ook president was, opnieuw verkozen.

## Inhoud

### Waarnemingen
Men was diep bezorgd over de achteruitgang van de politieke-, veiligheids- en humanitaire situatie in Haïti, de reeds gevallen doden en het geweld.
De Veiligheidsraad nam akte van Jean-Bertrand Aristides ontslag als president en de aanstelling van Boniface Alexandre als waarnemend president van Haïti. Die laatste vroeg steun van de internationale gemeenschap om de vrede te herstellen en het lopende grondwettelijke proces te bevorderen.

### Handelingen
De lidstaten werden opgeroepen het politieke proces te steunen. De Raad autoriseerde voorts de onmiddellijke inzet van een tijdelijke multinationale macht gedurende drie maanden om:
a. Een veilige omgeving op te zetten,
b. De humanitaire hulp te ondersteunen,
c. De internationale steun aan de Haïtiaanse politie en kustwacht te ondersteunen,
d. Voor omstandigheden te zorgen waarin internationale organisaties het Haïtiaanse volk konden helpen,
e. Met de OAS-missie en de VN-Speciale Adviseur te coördineren om een verdere achteruitgang van de humanitaire situatie te voorkomen.
Secretaris-generaal Kofi Annan werd gevraagd om binnen de dertig dagen te rapporteren over de omvang, structuur en het mandaat van een mogelijke opvolgende VN-stabilisatiemacht.
Van de partijen in het Haïtiaanse conflict werd geëist dat ze het geweld staakten, het internationaal recht respecteerden en dat er geen straffeloosheid zou heersen.

## Verwante resoluties
- Resolutie 1212 Veiligheidsraad Verenigde Naties (1998)
- Resolutie 1277 Veiligheidsraad Verenigde Naties (1999)
- Resolutie 1542 Veiligheidsraad Verenigde Naties
- Resolutie 1576 Veiligheidsraad Verenigde Naties

Lijst ·  1522 ·  1523 ·  1524 ·  1525 ·  1526 ·  1527 ·  1528 ·  1529 ·  1530 ·  1531 ·  1532 ·  1533 ·  1534 ·  1535 ·  1536 ·  1537 ·  1538 ·  1539 ·  1540 ·  1541 ·  1542 ·  1543 ·  1544 ·  1545 ·  1546 ·  1547 ·  1548 ·  1549 ·  1550 ·  1551 ·  1552 ·  1553 ·  1554 ·  1555 ·  1556 ·  1557 ·  1558 ·  1559 ·  1560 ·  1561 ·  1562 ·  1563 ·  1564 ·  1565 ·  1566 ·  1567 ·  1568 ·  1569 ·  1570 ·  1571 ·  1572 ·  1573 ·  1574 ·  1575 ·  1576 ·  1577 ·  1578 ·  1579 ·  1580